# 힐베르트 프로그램
힐베르트 프로그램(영어: Hilbert's program)은 20세기 초 독일의 수학자 다비트 힐베르트가 주도한 수학계의 프로그램으로, 온전한 형식화를 통해 수학을 확고하며 완전한 토대 위에 올려놓겠다는 것을 목적으로 하였다.

## 내용
힐베르트와 지지자들은 수학의 체계 전체를 형식화하고 이를 완전성과 무모순성의 바탕 위에 올려놓고자 하였다. 다시 말해 수학은 참인 모든 명제를 증명할 수 있어야 하며 동시에 그 속에 모순이 있어서는 안 되었다. 또한 이들은 수학의 증명이 유한(有限)의 범위 내에서 이루어질 것을 기대하였는데, 그렇다면 모든 명제의 진위를 기계적으로 결정할 수 있을 것이기 때문이었다.
1900년 전후 수학계에서는 평행성 공준을 부정한 비유클리드 기하학의 발전이나 프레게의 집합론에서 모순을 발견한 러셀의 역설 등 수학의 기초의 근본적인 취약점을 지적하는 여러 사건이 있었다. 이에 힐베르트와 동료 학자들은 이러한 모순을 도려낼 뿐 아니라 다시는 이러한 모순이 나타나지 않도록 수학 전체를 확고한 기반 위에 세워야 한다는 그들의 목적을 수립하였다. 한편 이러한 수학이 현실에 기반하지 않기 때문에 무의미하다는 직관주의자 브라우어르의 공격에 맞서 힐베르트 학파는 수학이 언어를 가지고 하는 놀이에 불과하다는 형식주의의 입장을 발전시켰다.

## 불완전성 정리와 이후
그러나 1930년 쿠르트 괴델이 발표한 불완전성 정리에 의해 이 프로그램은 심각한 문제에 맞닥뜨렸다. 제2 불완전성 정리의 '페아노 공리계(자연수 체계)를 포함하는 귀납적 공리계가 무모순이라면 그 자신의 무모순을 증명할 수 없다'는 결과로 인해 수학을 완전한 무모순의 체계 위에 올려놓으려던 힐베르트 프로그램은 많은 수정이 불가피해졌다.
이후로도 증명론의 분야에서는 힐베르트 프로그램을 계속 발전시켜 여러 성과를 보였으나 유한주의의 원칙을 고수하기는 어렵게 되었다. 1934년 게르하르트 겐첸이 자름-제거 정리(cut-elimination theorem)를 완성시키며 페아노 공리계 산술의 무모순성을 보였지만 증명의 정규화 과정에 "유한한 방법"으로는 보기 어려운 초한 귀납법이 포함되었으며, 타케우치 가이시에 의한 2차 산술 체계에서의 증명 정규화 역시 유한주의에는 합당한 방식이 아니었다.
오늘날에는 대부분의 수학자들이 이러한 이상적인 방법을 포기하고 수학의 대부분을 포함하는 1차 논리 상의 체르멜로-프렝켈 집합론을 "충분히 만족스러운" 수학의 바탕으로서 받아들이고 있다.

## 같이 보기
- 증명론
- 힐베르트의 문제
- 괴델의 불완전성 정리
- 구성주의 (수학)
- 유한주의